# Elihu Katz
Elihu Katz (21. května 1926 New York – 31. prosince 2021 Jeruzalém) byl americko-izraelský mediální teoretik a sociolog, který je autorem teorie užití a uspokojení. Ta zkoumá, jak a proč lidé aktivně hledají specifické masmediální obsahy za účelem uspokojení specifických potřeb. Vidí tedy publikum ne jako pasivního příjemce obsahů, ale jako aktivní publikum.

## Ocenění
V roce 1989 dostal prestižní Cenu Izraele za přínos sociálním vědám a v roce 2005 obdržel cenu Marshall Sklare, opět za přínos sociologii.